# Kurt Schreiner
Kurt Schreiner (* 8. Mai 1924; † 14. Oktober 2003) war ein deutscher Fußballspieler und -trainer. Der als Mittelfeldspieler eingesetzte Spielmachertyp hat von 1946 bis 1955 in der erstklassigen Oberliga Süd insgesamt 239 Ligaspiele mit 89 Toren für die Vereine VfR Mannheim (5-2) und Kickers Offenbach (234-87) absolviert. Schreiner gewann mit Offenbach 1949 und 1955 die Meisterschaft in der Oberliga Süd. In den Endrundenspielen um die Deutsche Meisterschaft kamen 17 Spiele mit zwei Toren hinzu. 1950 wurde er dabei Vizemeister. 1951 spielte er im ersten offiziellen Länderspiel einer deutschen B-Nationalmannschaft gegen die Schweiz. Als Trainer gelang ihm mit den Offenbacher Kickers 1968 der Aufstieg in die Bundesliga und 1970 der Einzug in das Pokalfinale.

## Spielerkarriere

### Vereine
Mit gerade 16 Jahren kam Schreiner am 9. Juni 1940 erstmals in der Endrunde um die deutsche Fußballmeisterschaft beim Gaumeister Südwest zum Einsatz. Ausgerechnet bei einem 1:0-Heimerfolg gegen den 1. FC Nürnberg debütierte der Jugendliche auf Rechtsaußen. In den Aufstellungen um den Tschammerpokal 1940 in den drei Spielen gegen SV Dessau 05 (2:2 n. V.; 4:0) und 1. FC Nürnberg (2:3) am 11. August beziehungsweise 8. September 1940 wird er dagegen nicht notiert. Durch kriegsbedingte Umstände ist er im Zweiten Weltkrieg für den VfR Frankenthal und nach Kriegsende, in der ersten Saison der Oberliga Süd, 1945/46 für den VfR Mannheim aufgelaufen. In der Statistik wird Schreiner mit fünf Spielen und zwei Toren für die Mannheimer Rasenspieler notiert. Zweimal wird Schreiner explizit im Buch von Gerhard Zeilinger über den Mannheimer Fußball der Jahre 1945 bis 1970 aufgeführt: Einmal in der Aufstellung beim 0:0-Remis am 16. Juni 1946 beim Verbandsspiel des VfR Mannheim gegen den 1. FC Nürnberg, wo er an der Seite von Mitspielern wie Philipp Rohr, Karl Striebinger und Kurt Stiefvater als Halbstürmer im Einsatz war. Die zweite Notierung betraf seinen Einsatz beim Städtespiel Mannheim gegen Karlsruhe am 7. Juli 1946 in Eppelheim, das 1:1 endete und Schreiner vom VfR Mannheim wiederum als Halbrechts aufgelaufen war. Seine eigentliche Karriere in der Oberliga Süd begann ab der Saison 1946/47 nach seiner Rückkehr zu Kickers Offenbach. Dort spielte Schreiner dann ununterbrochen von 1946 bis 1955 unter Trainer Paul Oßwald als Stammspieler.
Im dritten Jahr, 1948/49, glückte dem OFC mit großer Überlegenheit der Meisterschaftserfolg: Mit 49:11 gegenüber 38:22 Punkten des Vizemeisters VfR Mannheim wurde der Südtitel auf den Bieberer Berg geholt. Mit den meisten Toren (79) und den wenigsten Gegentreffern (29) dokumentierte sich die Überlegenheit der Oßwald-Elf. In die Endrunde um die deutsche Meisterschaft startete der Südmeister mit zwei Spielen gegen Wormatia Worms. Das erste Spiel endete am 12. Juni 2:2 nach Verlängerung, im Wiederholungsspiel setzten sich Schreiner und Kollegen acht Tage später in Karlsruhe auf dem KFV-Platz an der Telegrafen-Kaserne mit 2:0 durch. Im Halbfinale traf der Südmeister auf den Südvize des VfR Mannheim. Das Spiel um den Einzug in das Finale fand am 26. Juni in der Schalker Glückauf-Kampfbahn vor 55.000 Zuschauern statt. Nach acht Minuten war die Entscheidung gefallen: Die Rot-Weiß-Blauen des VfR führten nach Toren von Ernst Löttke (1.), Schreiner glückte in der 3. Minute der 1:1-Ausgleich, und des Tores von Rudolf de la Vigne in der 8. Minute mit 2:1. An diesem Spielstand änderte sich bis zum Schlusspfiff nichts mehr; dem OFC verblieb das Spiel um den 3. Platz. Das wurde am 9. Juli in Koblenz im Stadion Oberwerth vor 33.000 Zuschauern gegen die neue Spitzenmannschaft des 1. FC Kaiserslautern ausgetragen. Auch hier zeichnete sich Schreiner als Ehrentorschütze der Kickers bei der 1:2-Niederlage nach Verlängerung aus.
Zur Titelverteidigung reichte es 1949/50 in der Oberliga Süd nicht, durch die Aufstockung der Endrunde auf 16 Teilnehmer, genügte Offenbach jedoch der 3. Rang um erneut an den Spielen um die deutsche Meisterschaft teilnehmen zu können. Zwischenzeitlich war Schreiner auf die rechte Außenläuferposition gerückt und im Angriff trat der OFC in der Regel mit Gerhard Kaufhold, Albert Wirsching, Horst Buhtz, Wilhelm Weber und Heinz Baas an. Die Vorrunde eröffnete Offenbach am 21. Mai in München gegen den Berliner Meister Tennis Borussia. Das Spiel wurde mit 3:1 gewonnen. Am 4. Juni drehte das Oßwald-Team nach einem 0:2-Halbzeitrückstand das Spiel im zweiten Abschnitt und setzte sich beim Hamburger SV mit 3:2 durch. Im Halbfinale benötigte die Mannschaft um Antreiber Schreiner zwei Spiele um den Westvize Preußen Dellbrück auf dem Weg ins Endspiel auszuschalten. Am 11. Juni trennte man sich im Stuttgarter Neckarstadion nach Verlängerung 0:0, im Wiederholungsspiel setzte sich Offenbach im Niederrheinstadion in Oberhausen vor 45.000 Zuschauern mit 3:0 durch. Acht Tage danach, am 25. Juni, gewann der VfB Stuttgart (Südvize) das Endspiel vor 90.000 Zuschauern im Berliner Olympiastadion mit 2:1 gegen den Süddritten aus Offenbach. In der Läuferreihe war der OFC mit Kurt Schreiner, Anton Picard und Willi Keim angetreten. Die Spieler um VfB-Kapitän Robert Schlienz und Trainer Georg Wurzer hatten zur Halbzeit bereits mit 2:0 in Führung gelegen.
Nach dem 3. Rang 1953/54 feierte Schreiner mit Offenbach 1954/55 erneut die Südmeisterschaft. Der 31-jährige Routinier hatte in der Oberliga beim Meisterschaftsgewinn nochmals 27 Ligaspiele absolviert und dabei vier Tore erzielt. In der Endrunde konnte der Südmeister aber nicht überzeugen: Mit lediglich 4:8 Punkten belegte Offenbach hinter Rot-Weiss Essen (10:2) und TuS Bremerhaven 93 (6:6) den enttäuschenden dritten Rang. Im Sommer 1955 beendete Kurt Schreiner seine 15-jährige Spieleraktivität in der Gau- und Oberliga Süd.

### Auswahl-/Nationalmannschaft
Sepp Herberger lud Kurt Schreiner zum 1. Spielerlehrgang nach Ende des Zweiten Weltkriegs im November 1947 ein; neben Max Morlock (1. FC Nürnberg) und Alfred Boller (Hamburger SV) war der Offenbacher für die Auswahl des rechten Halbstürmers vorgesehen. Anfang August 1950 nahm er an einem weiteren Sichtungskurs in Duisburg als rechter Außenläufer teil. Am 12. November 1950 fand ein Repräsentativspiel in Frankfurt zwischen Süddeutschland und Westdeutschland statt. Beim 5:4-Erfolg der Südauswahl wurde Schreiner in der 46. Minute für Herbert Dannenmeier vom VfB Mühlburg eingewechselt. Am 14. April 1951 führte der DFB in Karlsruhe sein erstes offizielles Länderspiel mit einer B-Nationalmannschaft durch. Die zwei Offenbacher Gerhard Kaufhold und Kurt Schreiner bildeten dabei den rechten Flügel der DFB-Auswahl. Das Länderspiel wurde mit 0:2 gegen die Schweiz verloren. Am 24. November 1952 wurde Schreiner nochmals in einer DFB-Auswahl bei einem Testspiel gegen die Stadtelf von Berlin eingesetzt. Beim 4:1-Erfolg bildete er zusammen mit Kurt Sommerlatt das Außenläuferpaar.

## Trainerkarriere
Schon bald nach Beendigung seiner aktiven Laufbahn wurde der gelernte Sportlehrer als Trainer des TSV Heusenstamm verpflichtet. Unter seiner Leitung gelang der Mannschaft zur Saison 1958/59 der Aufstieg in die seinerzeit noch drittklassige Hessenliga. Im Lauf der beiden nächsten Jahre holte der immer noch über sehr gute Verbindungen zum OFC verfügende Schreiner die dort unter Vertrag stehenden Profispieler Karl Sperl (1958), Helmut Preisendörfer (1959) und Torwart Walter Zimmermann (1960) zu ihrem ehemaligen Ausbildungsverein TSV Heusenstamm zurück. Um sie herum baute er kontinuierlich eine Mannschaft auf, die zu Beginn der 1960er Jahre zu den Topvereinen ihrer Liga zählte und in den Spielzeiten 1960/61 und 1961/62 zweimal in Folge Vizemeister ihrer Klasse wurde.
Zwischen 1968 und 1970 war er auch dreimal kurzfristig Trainer der Offenbacher Kickers. Vom 1. März 1968 bis 30. Juni 1968 war er Nachfolger von Kurt Baluses, der vom Präsidenten Horst-Gregorio Canellas entlassen wurde, da er ihm nicht zutraute die Mannschaft in die Aufstiegsrunde zur Bundesliga zu bringen. Schreiner führte den OFC zur Vizemeisterschaft und setzte sich danach in der Aufstiegsrunde vor dem Bayer Leverkusen durch. Vom 1. Dezember 1969 bis 31. Dezember 1969 war er beim mittlerweile wieder in die Regionalliga abgestiegenen OFC Nachfolger des krankheitsbedingt zurückgetretenen Paul Oßwald, ehe Zlatko „Tschick“ Čajkovski in der Rückrunde mit dem Verein wieder aufstieg. Zur Saison 1970/71 wurde Aki Schmidt als neuer Trainer verpflichtet, doch der konnte das Amt wegen eines Autounfalls erst verspätet antreten. Daher saß er beim Saisonbeginn erneut auf der Trainerbank. Diesmal führte er die Kickers in das Finale des DFB-Pokal 1969/70, denn die Spiele ab dem Achtelfinale fanden in diesem Wettbewerb wegen der Weltmeisterschaft erst zu Beginn der neuen Saison statt. Im Viertelfinale besiegte er dabei die Erzrivalen von Eintracht Frankfurt auf deren Platz mit 3:0. Im Finale, das die Kickers mit 2:1 gegen den 1. Köln gewannen, konnte Schmidt schließlich wieder seine Aufgaben wahrnehmen. Dennoch, die von Schreiner entwickelte Taktik mit einem 4-4-2-System mit Walter Bechtold als zurückgezogenem Mittelstürmer wurde als wertvoller Baustein für den Sieg bewertet. Vor dem Finale saß er noch beim ersten Spieltag der Bundesligasaison 1970/71 auf der Bank, wo er mit den Kickers beim Meister Borussia Mönchengladbach mit 0:2 verlor.

## Sonstiges
Sein Schwiegervater Hans Rott war Kickers-Fan, Stadtrat und Lebensmittelgroßhändler. Schreiner betrieb nach seiner aktiven Zeit als Fußballer in Offenbach am Main diverse Kinos und war verheiratet.